# NGC 7317
NGC 7317 és una galàxia el·líptica (E4) pertanyent al Quintet d'Stephan situada en la direcció de la constel·lació del Pegàs. Posseeix una declinació de +33° 56' 43" i una ascensió recta de 22 hores, 35 minuts i 51,9 segons.
La galàxia NGC 7317 va ser descoberta el 23 de setembre de 1876 per Édouard Jean-Marie Stephan.